# Glenea trivitticollis
Glenea trivitticollis là một loài bọ cánh cứng trong họ Cerambycidae.